# BMW M Hybrid V8
A BMW M Hybrid V8 é um esporte protótipo Le Mans Daytona h (LMDh) projetado pela divisão esportiva da montadora alemã BMW e construído pela Dallara. A M Hybrid V8 estreou no IMSA SportsCar Champioship de 2023 na prova inaugural do campeonato, as 24 Horas de Daytona.  Sua estreia em 2023 marca também o retorno da montadora alemã BMW com envolvimento em protótipos esportivos desde a estreia de seu último modelo, a BMW V12 LMR em 1999, um carro da extinta categoria LMP1. O carro também prepara sua estreia para o Campeonato Mundial de Endurance da FIA a partir de 2024, com apoio da equipe belga WRT. A parceria atual na IMSA com Rahal Letterman Lanigan Racing para fazer campanha dos carros no IMSA foi anunciada em novembro de 2021, dando continuidade a um relacionamento que começou com o BMW M3 GT2.

## Retrospectiva
Em junho de 2021, a BMW anunciou formalmente que ingressaria na classe GTP da IMSA em 2023, usando um design de carro compatível com a especificação LMDh.  Apenas 3 meses depois, foi confirmado que a BMW trabalharia com a italiana Dallara como fornecedora de chassis, tornando a BMW o primeiro fabricante no conjunto de regras LMDh a selecionar a Dallara como parceira. O motor do M Hybrid V8 é um V8 biturbo, que é um desenvolvimento na motorização do modelo esportivo BMW M4 DTM de 2017 e 2018, combinado com peças híbridas padronizadas fornecidas pela Williams Advanced Engineering, Bosch e Xtrac.